# Bitka kod Krasnika
Bitka kod Krasnika je bitka koja se između austrougarske i ruske vojske vodila tijekom Prvog svjetskog rata na Istočnom bojištu. Ista je trajala od 23 do 25. kolovoza 1914., te je završila porazom ruske vojske.

## Bojište
Krasnik je grad u današnjoj istočnoj Poljskoj s oko 25.000 stanovnika koji se 1914. nalazio na teritoriju Ruskog Carstva, nekih 35 km sjeverno od austrougarsko-ruske granice. Grad je smješten 50 km južno od Lublina, važnog željezničkog čvorišta  poljskog bojišta. Lublin je ujedno bio i glavna komunikacijska linija između ruskih armija Sjeverozapadnog i Jugozapadnog fronta. Preko Lublina su se velike formacije ruskih snaga mogle premještati sa galicijskog na poljski dio Istočnog bojišta i obrnuto tako da bi se njegovim zauzimanjem prekinuta veza između armija dvaju ruskih frontova. Krasnik se tako našao na smjeru djelovanja obiju zaraćenih strana; ruske 4. armije pod zapovjedništvom generala Antona Saltze koja je krenula prema zapadnoj Galiciji sa sjevera prema jugu i jugoistoku, te austrougarske 1. armije pod zapovjedništvom generala konjice Viktora Dankla koja je krenula prema sjeveru iz zapadne Galicije. Potrebno je navesti da je Krasnik od austrougarsko-ruske granice odvajala Tanevska šuma, široko područje gustih crnogoričnih i bjelogoričnih šuma koje se protezalo nekih 90 km u smjeru zapad-istok, od rijeke Visle na zapadu do Frampola na istoku, omeđeno a juga rijekom San i manjom rijekom Tanew. Sjeverno od ovog područja počinjala je poljska ravnica, otvoreni teren s brežuljcima i visoravnima koji su pružali dobra vojna uporišta, osobito topništvu, ali u cijelosti pogodnoga za manevriranje velikih formacija. Svakoj vojsci je prelaženje ovog šumskog područja prije ravnice bilo rizično zbog mogućnosti da jaka topnička vatra protivničke vojske, šrapneli i zapaljivanje šume nanesu velike gubitke. Stoga je, u skladu s tadašnjom ofenzivnom doktrinom, imperativ svake vojske bio što prije prijeći ovo područje i započeti vojne operacije.

## Austrougarske snage
Austrougarska 1. armije pod zapovjedništvom generala konjice Viktora Dankla rasporedila se od ruske granice kod spajanja Visle sa Sanom do Jaroslava. Sastojala se od tri korpusa i to I., V. i X., te je ukupno brojala 340.000 vojnika i 11.000 konja. Međutim, borbeni sastav u prvoj borbenoj liniji činile se 232 pješačke bojne (232.000 pješaka), 5500 konjanika raspoređenih u 30 konjičkih eskadrona i 400 topova.
Najzapadniji, I. korpus nalazio se pod zapovjedništvom generala konjice Karla von Kirchbacha te je držao liniju bojišta od Rudnika do Kamena. Brojio je 29 bojni, 5 konjičkih eskadrona i 98 topova raspoređenih u 17 bitnica. Sastojao se od 5. pješačke divizije kojom je zapovijedao podmaršal Karl Scotti i 46. landverska divizija pod zapovjedništvom podmaršala Karla Nastopila.
U sredini se nalazio V. korpus kojim je zapovijedao general topništva Paul Puhallo. Isti je u svom sastavu imao 42 bojne, 7 konjičkih eskadrona i 146 topova raspoređenih u 25 bitnice. Sastojao se od tri divizije i to od 14. pješačke divizije pod zapovjedništvom podmaršala Huga Martinyja, 33. pješačke divizije kojom je zapovijedao podmaršal Karl von Rebracha i 37. honvedske divizije pod zapovjedništvom podmaršala Adriana Wiebera.
Najistočnijim korpusom 1. armije, onim X. zapovijedao je general pješaštva Hugo Meixner von Zweienstamm. Korpus se sastojao također od tri divizije i to 2. pješačke divizije pod zapovjedništvom podmaršala Antona Lipošćaka, 24. pješačke divizije kojom je zapovijedao podmaršal Andreas Pitlik i 45. landverske divizije pod zapovjedništvom Stephana Ljubičića. Brojala je 39 bojni, 7 konjičkih eskadrona i 140 topova raspoređenih u 24 bitnice.
U pričuvi 1. armije nalazila se 12. pješačka divizija kojom je zapovijedao podmaršal Paul Kestranek, 3. konjička divizija pod zapovjedništvom podmaršala Adolfa von Brudermanna i 9. konjička divizija kojom je zapovijedao podmaršal Leopold von Hauer. 
Na lijevoj obali Visle, zapadno od 1. armije, nalazila se Armijska grupa Kummer pod zapovjedništvom generala konjice Heinricha Kummera. Sastojala se od 95. landšturmske divizije kojom je zapovijedao general bojnik Artur von Richard-Rostoczil, 106. landšturmske divizije pod zapovjedništvom Karla von Czappa i 7. konjičke divizije kojom je zapovijedao podmaršal Ignaz von Korda.

## Ruske snage
Ruska 4. armija kojom je zapovijedao general pješaštva Anton Saltza predstavljala je najzapadniju armiju koja se nalazila u sastavu Jugozapadnog fronta. Rasporedila se na području južno od Lublina, te je po snazi bila najslabija od svih ruskih armija na Istočnom bojištu, obzirom da se sastojala od tri korpusa, dok su se ostale ruske armije u svom sastavu imale četiri korpusa. Armija je u svom sastavu imala ukupno šest pješačkih i tri konjičke divizije raspoređenih u smjeru zapada prema istoku, pojačanih jednom neovisnom pješačkom i konjičkom brigadom. Ukupno je brojala 200.000 vojnika , dok je njezina borbena snaga iznosila 135.000 vojnika koji su bili raspoređeni u 104 pješačke bojne sa 104.000 pješaka, 100 konjaničkih eskadrona i 350 topova.

Najzapadnije se nalazio XIV. korpus pod zapovjedništvom generala pješaštva Ippolita Vojšin-Murdas-Žilinskog. U svom sastavu imao je 18. pješačku diviziju kojom je zapovijedao general poručnik Dimitri Balanin, te 45. pješačku diviziju pod zapovjedništvom general poručnika Ivana Geršeljmana. Također, u sastavu korpusa nalazila se i 2. pješačka brigada.
Istočnije od XIV. korpusa, nalazio se XVI. korpus na području Piotorkow-Kšonova. Istom je zapovijedao general pješaštva Platon Geisman koji je u svom sastavu imao 41. pješačku diviziju pod zapovjedništvom general poručnika Fedora Jazvina i 47. pješačku diviziju kojom je zapovijedao general poručnik Vladimir Bolotov.
Najistočnije se nalazio Grenadirski korpus i to u području Dombe-Goržkov, a istim je zapovijedao general topništva Josif Mrozovski. Grenadirski korpus se sastojao od 1. grenadirske divizije kojom je zapovijedao general poručnik Aleksandar Postovski i 2. grenadirske divizije pod zapovjedništvom general poručnika Nikolaja Stavroviča.

## Početni pokreti snaga
Kasno poslijepodne 21. kolovoza u austrougarski Glavni stožer u Przemyslu glasnik je donio poruku da su njemačke snage iz 8. armije kojima je zapovijedao Maximilian von Prittwitz poražene u Bitci kod Gumbinnena u Istočnoj Pruskoj od strane ruske 1. armije kojom je zapovijedao Paul von Rennnenkampf. Navedeno početno njemačko posrtanje na Istočnom bojištu imalo je dalekosežne posljedice na austrougarsku vojsku jer je od Conrada otklonilo svaku sumnju da Ruse treba napasti u Galiciji. Vjeran svojoj ofenzivnoj doktrini i prevladavajućem mišljenju onoga vremena o superiornosti ofenzive nad defenzivom, Conrad je vjerovao da bi nagli zaokret u ratnoj strategiji prema defenzivi izazvao veliki šok kod njegovih časnika, ali i njemačkih saveznika. Uz navedeno, neodlučnost načelnika Glavnog stožera svakako bi odavalo lošu sliku i utjecalo na moral vojske. Osim toga, i njemačko vojno zapovjedništvo je vršili pritisak da austrougarska vojska počne s ofenzivnim djelovanjima a kako bi se oslabio ruski pritisak na njemačku 8. armiju. Kada je kasno poslijepodne 21. kolovoza u Glavni stožer stigla i izravna zapovijed cara Franje Josipa I. da 1. i 4. armija odmah krenu u napad, Conrad je izdao završnu zapovijed za pokret čime je glavnina austrougarske vojske u Galiciji stavljena u pogon.
Conrad je 22. kolovoza u 7:30 sati poslao operativnu zapovijed svim austrougarskim jedinicama u Galiciji za aktivno djelovanje prema neprijatelju. To se posebno odnosilo na 1. armiju kojoj je podršku trebao osigurati II. korpus pod zapovjedništvom generala pješaštva Blasiusa Schemue koji se nalazio u sastavu 4. armije. Ovaj korpus nalazio se istočno od 1. armije i to na lijevom krilu 4. armije, te je trebao pokrivati pokrete desnog krila 1. armije koje je činio X. korpus  kojim je zapovijedao Hugo Meixner von Zweienstamm. S druge strane, tri korpusa ruske 4. armija (XIV., XVI. i Grenadirski) su 22. kolovoza počeli su polako i oprezno ulaziti u Galiciju. Kretali su se iz smjera Lublina prema jugu i već su u poslijepodnevnim satima dostigli područje oko rijeke Wyznice, zapadno do potoka Por, istočno od Krasnika gdje su prenoćili. 
Ususret ruskim snagama kretale su se jedinice austrougarske 1. armije generala Dankla koje su 22. kolovoza prešle rijeku Tanev i počele pokret prema sjeveru. Na lijevome krilu, I. korpus pod zapovjedništvom Karla von Kirchbacha kretao se u smjeru Zaklikowa, sela koje se nalazi 20 km južno od Krasnika. Istočno od I. korpusa, kretao se V. korpus pod zapovjedništvom Paula Puhalla prema selu Polichna udaljenom 15 km jugoistočno od Krasnika. Dalje istočno, na desnom krilu 1. armije, nastupao je X. korpus kojim je zapovijedao Hugo Meixner koji se kretao prema gradiću Janow Lubelskom na rubnome području tanevske šume na rijeci Bialki, oko 20 km istočno od Polichne.
S obje strane konjaništvo je pružalo vojskama konjaničku podršku u vidu zaštite pokreta glavnine snaga od iznenadnog neprijateljskog udara i u vidu izviđanja. Konjaništvo je uočilo pokrete masovnih snaga koji su ukazivali na veliku bitku. Austrougarsko konjaništvo je tako uočilo pokret ruskog XIV. korpusa, 13 konjičke divizije i Gardijske konjaničke brigade. Uslijed toga, 3. konjička divizija pod zapovjedništvom Adolfa von Brudermanna je raspoređena na lijevo, a 9. konjička divizija pod zapovjedništvom Leopolda von Hauera na desno krilo Danklove vojske.

## Bitka

### 23. kolovoza
U rano ujutro nedjelje 23. kolovoza, austrougarske snage na lijevom krilu (I. i V. korpus) već su zauzele visoravni sa sjeverne strane Tanevske šume koje su dominirale ravnicom prema Krasniku. S druge strane, ruskim snagama je tek tada izdana zapovijed da krenu zauzimati te iste visoravni tako da su ruske snage u napredovanju već zatekle austrougarske na ovim položajima. Dvije vojske su došle u doticaj na liniji zapad-istok, na otvorenom terenu, te su mogle manevrirati na širokome prostoru bez rovova, baš onako kako su to na početku Prvog svjetskog rata generali zamišljali da će se odigravati velike bitke.

Oko 9:00 sati ujutro prvi dijelovi I. korpusa generala Kirchbacha na lijevom krilu austrougarskog rasporeda došli su u kontakt sa neprijateljem. Peta pješačka i 45. landverska divizija sukobile su se sa 18. divizijom iz XIV. korpusa kojom je zapovijedao general poručnik Dimitri Balanin, a koja je napredovala iz Krasnika prema selu Zaklikowu. Borbe su se razvile nekoliko kilometara sjeverno od Zaklikowa. Iako su ruske 13. i 14. konjička divizija uspjele poraziti 3. konjičku diviziju pod zapovjedništvom Adolfa von Brudermanna, morale su se povući kada su napadnute od strane austrougarske 12. pješačke divizije i 1. pohodne brigade koje su iz smjera Annopola udarile na njihov bok i pozadinu. Premda su austrougarske postrojbe bile umorne od napornog hoda do bojišnice, one su se žestoko obrušile na ruske snage tako da se ruski XIV korpus preko sela Goscieradowa počeo povlačiti prema Krasniku.
Na središnjem dijelu austrougarskog rasporeda, u zoru 23. kolovoza 76. pješačka pukovnija iz sastava 14. pješačke divizije Puhallovog V. korpusa zauzela je uzvisine južno od sela Polichne. Navedeni pokret primijetili su Rusi, te su odlučili zauzeti te uzvisine. Zapovjedništvo ruske 4. armije dijelove 45. pješačke divizije iz susjednog XIV. korpusa pridodalo je XVI. korpusu u centru ruskog borbenog poretka te naredilo napad na uzvisine. Gotovo istodobno kada su ruske snage napale I. korpus kod Zaklikowa, Rusi su napali jedinice Puhallovog V. korpusa duž njegove bojišnice. Do podneva 76. pješačka pukovnija uspješno je odbila sve napade Geismanovog XVI. korpusa koji se zbog velikih gubitaka uzrokovanih jurišima na brda, počeo povlačiti. Tada je Puhallu pristigla nova zapovijed prema kojoj je njegov korpus morao zauzeti Krasnik i očistiti to područje od Rusa. No da bi se otvorio put prema Krasniku trebalo je prvo zauzeti Polichnu u kojoj se još uvijek nalazila glavnina ruskog XVI. korpusa. 
Za protunapad na Polichnu određena je 14. pješačka divizija pod zapovjedništvom Huga Martinyja. Nastupajući prema selu, divizija je naišla na žestok otpor dijelova ruskog XVI. korpusa koji još nisu bili u borbi. Ove ruske snage bile su svježe, neokrnjenog morala, te su jednakom žestinom uzvratile tako da se razvila žestoka borba koja je trajala cijelo poslijepodne. U borbama se ponovno istaknula 76. pješačka pukovnija kojoj je dan zadatak osvajanja Polichne. Navedena pukovnija sastojala se od njemačkih i mađarskih vojnika kojima je zapovijedao pukovnik Johann (Ion) Boeriu, inače Rumunj. U žestokim borbama u selu koje su uslijedile pukovnija je imala gubitke od 1200 vojnika od čega 500 poginulih, među kojima su bili i sva tri zapovjednika bojni. Zapovjednik pukovnije, pukovnik Boeriu je također bio teško ranjen. Tek oko 16,00 sati kada je austrougarsko topništvo dovučeno u domet sela i počelo pucati po neprijatelju, Rusi su se povukli i Polichna je bila u austrougarskim rukama.
Dok su trajale borbe za Polichnu, dijelovi 28. brigade pod zapovjedništvom Rudolfa von Wilerdinga iz sastava 14. pješačke divizije napredovali su zapadno od Polichne, te su oko 13:00 sati uspjeli u potpunosti odbaciti ruske snage u pozadinu. Isto se dogodilo i sa 33. pješačkom divizijom pod zapovjedništvom Karla von Rebrache koja se nalazila na desnom krilu V. korpusa tako da se cijeli ruski XVI korpus nalazio u povlačenju. To je omogućilo susjednom Meixnerovom X. korpusu koji je nastupao istočno prema Frampolu da nesmetano napreduje. Nakon 30 km pješačenja pješaštvo X. korpusa je prenoćilo na uzvisinama sjeverno i sjeveroistočno od Frampola. Obzirom da je ruski Grenadirski korpus pod zapovjedništvom Josifa Mrozovskog koji se nalazio na lijevom krilu ruskog rasporeda odlučio prenoćiti u dolini potoka Por, nekih 7 km od prenoćišta austrougarskog X. korpusa, do kontakata jedinica ovih dviju korpusa nije došlo.
Prvi dan bitke kod Krasnika završio je pobjedom austrougarskih snaga. Rusi su poraženi na lijevom krilu i u centru gdje su se povlačili, dok su snage austrougarskog desnog i ruskog lijevog krila na istočnom dijelu krasničke bojišnice još uvijek mirovale. Premda su austrougarske snage bile umorne od dugotrajnog pješačenja, a konjičke divizije od desetodnevnog izviđanja, žestina kojom su se austrougarski vojnici obrušili na ruske odmah prvog dana bitke iznenadila je ruske časnike. 
Dankl je razmišljao kako iskoristiti pobjedu prvog dana pri čemu mu je pozornost zaokupljao uspjeh njegova lijevog krila tj. I korpusa koji je odbacio ruski XIV korpus 10 km u pozadinu. Podršku I. korpusu činile su i postrojbe Armijske grupe Kummer koje su u sve većem broju počele dolaziti preko rijeke Visle sa zapada, a obzirom da su austrougarski mostobrani za prijelaz preko rijeke kod Annopola i Zawichosta bili dovršeni do kraja prvog dana bitke. Navedeni mostobrani omogućavali su austrougarskoj vojsci prebacivanje većih snaga preko Visle, tako da je na ovom dijelu bojišnice austrougarska brojčana prednost bila sve očitija. Odlučeno je da dijelovi I. korpusa i jedinice Armijske grupe Kummer (7. konjička divizija i 101. landšturmska divizija) idući dan napadnu i unište ruski XIV. korpus i okruže rusku 4. armiju sa zapada. U centru je desno krilo I. korpusa i lijevo krilo i centar V. korpusa imalo zadatak vezati u borbi južno i zapadno od Krasnika cijeli ruski centar i spriječiti da isti šalje pojačanja napadnutome XIV. korpusu. Desno krilo V. korpusa i X. korpus trebali su na Danklovu zapovijed krenuti prema potoku Por gdje se očekivao prijelaz ruskog XVI. i Grenadirskog korpusa. Kako bi se izbjegla iznenađenja, austrougarski Glavni stožer je zapovjedio dijelovima II. korpusa pod zapovjendištvom Blasiusa Schemue koji se nalazio na lijevome krilu 4. armije da po potrebi intervenira u borbama na desnome krilu 1. armije
S druge strane, Saltza je bio odlučan u provedbi zapovijedi svoga Glavnog stožera da svojom armijom prijeđe rijeku San i prodre u zaleđe austrougarske vojske u Galiciji. Još uvijek nije bio svjestan da se nasuprot njegove armije nalazi najsnažnija austrougarska armija u Galiciji sa zadatkom napredovanja prema sjeveru. Stoga je Saltza za 24. kolovoza ponovio zapovijed svojm korpusima za napad prema jugu i jugoistoku Centar i lijevo krilo koje se sastojalo od XVI. i Grenadirskog korpusa trebali su na juriš zauzeti visoravni sjeverno od rijeke Tanew za koje visoravni je ruski  XVI. korpus vodio teške borbe sa Puhallovim V. korpusom. Navedeno je nagoviještalo još jedan dan krvavih frontalnih borbi na bojišnici dugoj 40 km i manijakalnih juriša na uzvisine u kojima su sudjelovali svi korpusi i jedne i druge strane.

### 24. kolovoza
Ujutro 24. kolovoza najprije su započele borbe u centru rasporeda gdje su se sukobili ruski XVI. i Grenadirski korpus i austrougarski V. i X. korpus. Prvi su u borbu ušli istureni dijelovi X. korpusa koji se još uvijek nalazio južnije od ostalih dijelova 1. armije. Druga pješačka divizija pod zapovjedništvom pod zapovjedništvom Antona Lipošćaka odbila je kod sela Branew, 20 km sjeverozapadno od Frampola, dva napada ruske 41. pješačke divizije pod zapovjedništvom Fedora Jazvina, a zatim prešla u protunapad uslijed kojih su se ruske jedinice počele povlačiti. Desno od 2. pješače divizije prema istoku kod sela Goraj, 10 km sjeverno od Frampola, 24. pješačka divizija također je uspješno odbila napade ruskog Grenadirskog korpusa. Međutim, kako su ruske snage na tom dijelu bojišta bile brojnije, tijekom poslijepodneva je prijetila opasnost da se Rusi ipak probiju između te dvije isturene divizije jer je ostatak X. korpusa, prema Danklovoj zapovijedi, ostao pasivan. Opasnost je brzo otklonjena pristizanjem na bojište jedinica 9. konjičke divizije pod zapovjedništvom Leopolda von Hauera koje su natjerale rusko pješaštvo na povlačenje. Međutim, u tom dijelu bojišta bitka je odlučena djelovanjem 45. landverske divizije. Navedena divizija kojom je zapovijedao podmaršal Stjepan Ljubičić napredovala je s istočne obale rijeke Lade, te je napala bok 2. grenadirske divizije. Uz pomoć topništva 4. pješačke divizije 4. armije koje je bilo postavljeno na uzvisine ispred Tereszpola, natjerala je Ruse na povlačenje koji su za sobom ostavili 19 topova i nekoliko stotina vojnika koji su zarobljeni.
Na dijelu bojišta koji je držao V. korpus vodile su se žestoke borbe za uzvisine kod Polichne koje je dan ranije zauzela 76. pješačka pukovnija uz ogromne gubitke. Na tom dijelu, na bojišnici dugoj oko 15 km, Puhallov korpus cijeli je dan vodio ogorčene borbe  s ruskim XVI. korpusom na svom desnom, odnosno s dijelovima XIV. korpusa na svom lijevom krilu. Na desnom krilu V. korpusa, 37. honvedska divizija izdržala je napade ruskog XVI. korpusa koji su prijetili razdvajanjem austrougarskih snaga na desnom centru odnosno jedinica V. i X. korpusa. Na lijevome krilu, 33. i 14. pješačka divizija uspješno su potisnule lijevo krilo ruskog XIV. korpusa i zauzele uzvisine južno i jugoistočno od Krasnika. Rusi su se počeli povlačiti te je jedinicama V. korpusa Krasnik bilo nadohvat ruke. U tim borbama istaknula se 33. pješačka divizija pod zapovjedništvom podmaršala Karla von Rebrache koja je zauzela visoravni i napravila procijep između ruskog XIV. i ruskog XVI. korpusa, što je i bio razlog ruskog povlačenja. 
Težište austrougarskog napada bilo je međutim na lijevom krilu. Tu je Dankl dao zapovijeda da se napadne oslabljeni ruski XIV korpus, te se se iskoristi brojčana i materijalna nadmoć austrougaskih snaga kao bi se prodrlo u pozadinu ruske 4. armije. U slučaju ruskog povlačenja, cijela ruska linija bi se zarotirala prema istoku, te bi se u koordinaciji centra i lijevog krila 1. armije uz podršku lijevog krila 4. armije, vojska generala Saltze našla u dvostrukome okruženju. U ovom sektoru u napad su krenule obje divizije Kirchbachovog I. korpusa: Nastopilova 46. landverska divizija i Scottijeva 5. pješačka divizija. Južno, na desnom krilu, nastupala je 46. landverska divizija koja je kroz šumsko područje sa zapada prilazila selu Lisnik. Sjevernije od Suchodolyja napredovala je 5. pješačka divizija koja je potisnula jedinice ruskog XIV. korpusa preko rijeke Wyznice te došla u područje Urzedowa. Lijevo od 5. pješačke divizije nalazile su se 12. pješaka divizija i 1. pohodna brigada pod zapovjedništvom Paula Kestraneka, dok je dalje prema zapadu prema Jozefowu napredovala Brudermannova 3. konjička divizija.
Tijek bitke nedvojbeno je išao u austrougarsku korist. Na zapadu sve je više jedinice Armijske grupe Kummer prelazilo Vislu kod Sandomierza, I. korpus također je napredovao prema Krasniku, dok je napredovanje V. s juga i X. korpusa sa istoka ukazivalo da bi se ruska 4. armija mogla naći u okruženju. Sa zapada su austrougarske snage već počele zalaziti u pozadinu ruske 4. armije tako da je bilo nužno pojačati desni bok prema Visli. Prebacivanje pojačanja iz centra i s istoka nije bilo moguće jer su se i ruski XVI. i Grendirski korpus nalazili u žestokim borbama, te su uglavnom ili potisnuti prema pozadini. Saltza je zato u poslijepodnevnim satima 24. kolovoza hitno zatražio pomoć od zapovjedništva ruskog Jugozapadnog fronta i susjedne 5. armije kojom je zapovijedao Pavel Plehve. Plehve je odmah zapovjedio XXV. korpusu, svojem najzapadnije postavljenom korpusu, da pruži podršku 4. armiji i koordinira svoje pokrete s njom. Međutim, XXV. korpus se nalazio sjeverno od Zamošća, grada udaljenog 60 km istočno od Frampola, što je značilo do je mogao ući u borbu najranije za 36, a najkasnije za 48 sati. Zapovjednika Jugozapadnog fronta generala Nikolaja Ivanova brzo austrougarsko napredovanje upućivalo je na zaključak da je desno austrougarsko krilo u Galiciji oslabljeno, te da sigurno negdje postoji procjep između austrougarskih armija koje bi mogao iskoristiti te je zapovjedio XIX. i V. korpusu Plehveove vojske napredovanje prema zapadu i napad na desno, istočno krilo Danklove vojske. Stavka je naredila da se ojača nezaštićeni desni bok Saltzine vojske, te je izdala zapovijed da se XVIII. i III. kavkaski korpus iz sastava 9. armije rasporede na desno krilo 4. armije. Međutim, i ti korpusi bili su prilično udaljeni od bojišnice, XVIII. korpus kod Kielca 140 km zapadno, a III. korpus kod Deblina, 80 km sjeverno od Krasnika, tako da se na njihovo sudjelovanje u bitki nije moglo računati. Ti korpusi će se tek nakon četiri dana, 29. kolovoza priključiti 4. armiji kada je bitka kod Krasnika već odavno bila završena.
Danklov plan za 25. kolovoza opet se sastojao od iskorištavanja uspjeha na lijevome krilu. Kummerova skupina i I. korpus trebali su napredovati od Urzedowa do grada Wilkolaza, koji se nalazi 25 km sjeverno od Krasnika na glavnome putu od Krasnika prema Lublinu. Desno krilo I. korpusa trebalo je napredovati prema rijeci Wyznice, zapadno od Krasnika i onda zaokrenuti prema istoku i s leđa udariti ruske snage u povlačenju. Napad je trebao početi sutradan u 8:00 sati, ali je odgođen. Razlog za to je bio očekivani ruski protunapad iz smjera Opola Lubljenskog, kao i premorenost postrojbi, obzirom da su Danklove snage bile u neprekidnom pokretu već tjedan dana. Uz navedeno, uspjeh austrougarskih snaga izdužio je linije opskrbe, a bez topništva i dovoljno streljiva, postrojbe nisu mogle krenuti u napad.

### 25. kolovoza
Planirani napad 25. kolovoza počeo je tek oko 10:00 sati kada se snage bile raspoređene na zadanim položajima i kada je stigla potrebna opskrba. Međutim, ruska 4. armija još se u noći u ranim jutarnjim satima počela povlačiti sjeverno prema Lublinu. To je činila vrlo vješto tako da austrougarske ophodnje i izviđački zrakoplovi koji od jutra počeli nadlijetati bojišnicu nisu primijetili da Rusi masovno napuštaju bojište. Grupa generala Kestraneka koju je pojačala i 101. landšturmska brigada počela je ujutro prelaziti rijeko Wyznicu.
Napredovanje Danklovog lijevog krila zatklo je u povlačenju rusko desno krilo koje se povlačilo prema Krasniku tako da je postalo nemoguće da rusko lijevo krilo izvede planirani protunapad na Goraj. U prvim popodnevnim satima bilo je jasno da se Rusi povlače duž cijele bojišnice prema Lublinu. Kada su prethodnice X. korpusa prešle potok Por na desnom krilu zatekle su veliku količinu pušaka i napuštenih topova elitnog Grenadirskog korpusa. Planirano okruživanje i uništenje ruske 4. armije tako nije uspjelo. I austrougarske snage su nakon trodnevne bitke bile iscrpljene tako da nisu nastavile progon Saltzine vojske, te su se zadovoljile ovakvom početnom pobjedom.

## Gubitci
U trodnevnoj bitci kod Krasnika ruski gubitci iznosili su 25.000 poginulih i ranjenih uključujući 6000 zarobljenih, 28 zarobljenih i 20 uništenih ruskih topova i 7 zarobljenih kola punih pješačkog naoružanja, strojnica i pušaka zajedno sa streljivom. Zarobljena su i tri borbena stijega ruskih pješačkih pukovnija. Austrougarski gubici bili su manji, te su iznosili 15.000 poginulih i ranjenih. No cijena austrougarske pobjede također je bila velika kada se pogledaju gubici pojedinačnih postrojbi. Puhallov korpus tako je izgubio oko 30 % svoje efektivne snage, dok je 76. pješačka pukovnija izgubila 50 % svojeg sastava. Posebno su bili zabrinjavajući gubici među austrougarskim časnicima koji su na svojim dijelovima bojišnice vodili svoje postrojbe u napad u stilu prethodnih vremena, na konju ili pješice, ispred borbenih redova, mašući sabljama, što ih je činilo idealnim metama ruskih strijelaca.

## Posljedice
Pobjeda kod Krasnika došla je u pravi trenutak za austrougarsku vojsku jer su nekoliko dana ranije počele na Istočno bojište pristizati vijesti o porazima austrougarske vojske u Srbiji. Bila je to prva austrougarska pobjeda i općenito prva pobjeda Centralnih sila na Istočnom bojištu. Premda su razmjerno veliki gubici na austrougarskoj strani upućivali na potrebnu reviziju austrougarske borbene taktike, uspjeh kod Krasnika naveo je vojno zapovjedništvo na suprotan zaključak. Taktika je bila ispravna jer je vodila austrougarsku vojsku do pobjede, što je posebice obradovalo Conrada koji je u pobjedi vidio ispravnost svojih taktičkih načela. Analiza bitke međutim, pokazivala je zabrinjavajuće činjenice: pješaštvo je napadalo frontalno bez odgovarajuće topničke podrške, brojni gubici bili su potpuno nepotrebni jer se ciljeve moglo postići i s manje žrtava, a ne frontalnim jurišima, dok je austrougarsko topništvo bilo nadjačano od ruskog i po dometu i po vatrenoj moći.
Bitka kod Krasnika nije bila pravi pokazatelj stanja na galicijskim bojišnicama jer se zanemaruju bitne činjenice. Prije svega, austrougarska 1. armija bila je daleko brojnija od ruske 4. armije: ukupno 232 pješačke bojne ne računajući dodatnih 45 bojni Kummerove grupe, 71 konjički eskadron i 400 topova suprotstavilo se ruske 104 pješačke bojne, 100 konjičkih eskadrona i 350 topova. Premda su Rusi imali prednost u konjaništvu, bili su značajno inferiorni u pješaštvu i topništvu, što se osobito osjetilo tijekom bitke. Međutim, nije bilo ključno to što je više austrougarskih vojnika pokrivalo manju bojišnicu, pa je ostvarena veća vatrena moć, nego to što svi dijelovi ruske vojske, a onda i dijelovi njezinih sastavnica, nisu istodobno ulazili u borbu. 
Drugo, austrougarska vojska imala je povoljniji položaj za bitku. Njezine snage prije su zauzele taktički povoljne točke s kojih su mogle upravljati s ritmom i tijekom bitke. U velikoj mjeri, na austrougarskoj strani bio je i dvostruki element iznenađenja. U taktičkom smislu, to je bila okolnost što su dijelovi ruskih korpusa pri prilasku bojišnici nailazili na već postavljene i razvijene dijelove austrougarskih snaga. U strateškom smislu, Rusi nikako nisu očekivali tako jake austrougarske snage na ovom dijelu Galicije. Zapovjednik ruskog Jugozapadnog fronta general Ivanov i vrhovni zapovjednik ruske carske vojske veliki vojvoda Nikolajevič, imali su potpuno pogrešne poglede na situaciju. Niti jedan od te dvojice jednostavno nije mogao vjerovati da je protivnik potpuno nesvjestan da glavnina ruskih snaga dolazi s istoka Galicije i da su istočne ruske armije krenule u glavni napad. Pogrešno su smatrali da je ruska 4. armija u svojem napredovanju prema jugu naletjela smo na dobro organiziran, ali izoliran, austrougarski otpor nepoznate snage koji je samo trebao štititi sjeverni bok glavnine austrougarskih snaga koje su bile okrenute prema istoku. Stoga na ovom dijelu Galicije, prema njihovom mišljenju, nije moglo biti dodatnih snaga koje bi podržale napredovanje austrougarske vojske koja je zauzela Krasnik. U skladu s time dogovoreno je među ruskim zapovjednicima da se Danklova vojska okruži i uništi. U tu svrhu Stavka je prvo izdala zapovijed da se požuri premještanje XVIII. i III. korpusa na desni bok 4. armije sa zapada i sjevera. Također, generalu Plehveu stigla je zapovijed da svoju 5. armiju usmjeri prema zapadu i udari u bok austrougarske 1. armije.
Navečer, 25. kolovoza, zapovjednik ruske 4. armije general Saltza je smijenjen. Zamijenio ga je general topništva Aleksej Evert, koji je tek tri dan prije bio imenovan zapovjednikom 10. armije. Kao službeni razlozi Saltzine smjene navedeni su slijedeći propusti: nije dobro izvršeno izviđanje šumskog terena sjeverno od Taneva prije nego što je vojska poslana kroz njega, loše organizirane komunikacije među korpusima, susjednom 5. armijom i zapovjedništvom Jugozapadnog fronta, potpuno zanemarivanje rijeke Visle kao zaštitne barijere desnog boka 4. armije i nepoduzimanje potrebnih radnji osiguranja prijelaza na rijeci radi sprječavanja neprijateljskog protuudara iz smjera zapada. U službenom izvješću nije međutim, bilo navedeno da je upravo veliki vojvoda Nikolajevič naredio Saltzi pokret njegove armije prije nego što se ista u potpunosti okupila, dosegnula svoju punu borbenu snagu i bez pričuva uputila prema jugu. Uz navedeno, 4. armija koja se nalazila najzapadnije i kojoj je bilo potrebno najviše vremena za njezinu koncentraciju, je bačena u borbu s daleko brojnijim neprijateljem koji ju je u potpunosti iznenadio na njezinom smjeru kretanja. Svi ti razlozi, zajedno sa pogrešnom Saltzinom taktikom da sve svoje korpuse ne koristi u borbi istodobno, doveli su do poraza Saltzine vojske.
S druge strane, Dankl je slavljen kao heroj diljem Moharhije i Njemačke. O njegovom uspjehu kod Krasnika pisale su brojne novine i Dankl je odlikovan Ordenom Marije Terezije kao prvi zapovjednik jedne austrougarske armije u Prvom svjetskom ratu. No proći će tri godine od pobjede kod Krasnika kada je Danklu i formalno priznato plemstvo s plemićkim dodatkom "von Krasnik". Premda je službena austrijska povijest isticala važnost pobjede kod Krasnika u strateškim okvirima jer je poremetila koncentraciju ruskih armija koje su trebale započeti invaziju na Njemačku i ruski plan napada na Galiciju, ipak je to bila pobjeda taktičkog, lokalnog značaja bez obzira što je ostvarena na glavnom strateškom smjeru napada ruskih snaga. Realno, austrougarskom pobjedom kod Krasnika austrougarska vojska nije osvojila niti jedan vrijedni cilj odnosno odlučujuću stratešku točku bez čijega bi posjeda ruskoj vojsci bilo nemoguće dalje voditi vojne operacije. No ustrougarska vojska ipak je bila vrijedna jer je uspjela djelomično poremetiti ruski plan za uništenje austrougarske vojske u Galiciji. Pomicanjem ruske 5. armije prema zapadu i austrougarske 4. armije prema sjeveru i premještanjem snaga na obje strane, sve je bilo spremno za drugu veliku bitku na galicijskoj bojišnici, Bitku kod Komarowa.

## Vanjske poveznice
- (eng.) Bitka kod Krasnika – historyofwar.org
- (rus.) Bitka kod Krasnika – grwar.ru